# Oxyopes hotingchiehi
Oxyopes hotingchiehi är en spindelart som beskrevs av Schenkel 1963. Oxyopes hotingchiehi ingår i släktet Oxyopes och familjen lospindlar. Inga underarter finns listade i Catalogue of Life.